# Oscar II:s kapell
Oscar II:s kapell (norska: Kong Oscar IIs kapell) ligger i Grense Jakobselv i Sør-Varangers kommun i Finnmark. Kapellet byggdes som gränsmarkering mot Ryssland, efter det att ryska fiskare dåligt respekterade den gräns, som fastställts i 1826 års norsk-ryska gränsavtal. Kapellet är en långkyrka i sten med 72 platser. Det invigdes den 26 september 1869 av biskopen Fredrik Waldemar Hvoslef, och restaurerades 1992. Arkitekten för kapellet var Jacob Wilhelm Nordan. 

## Historia

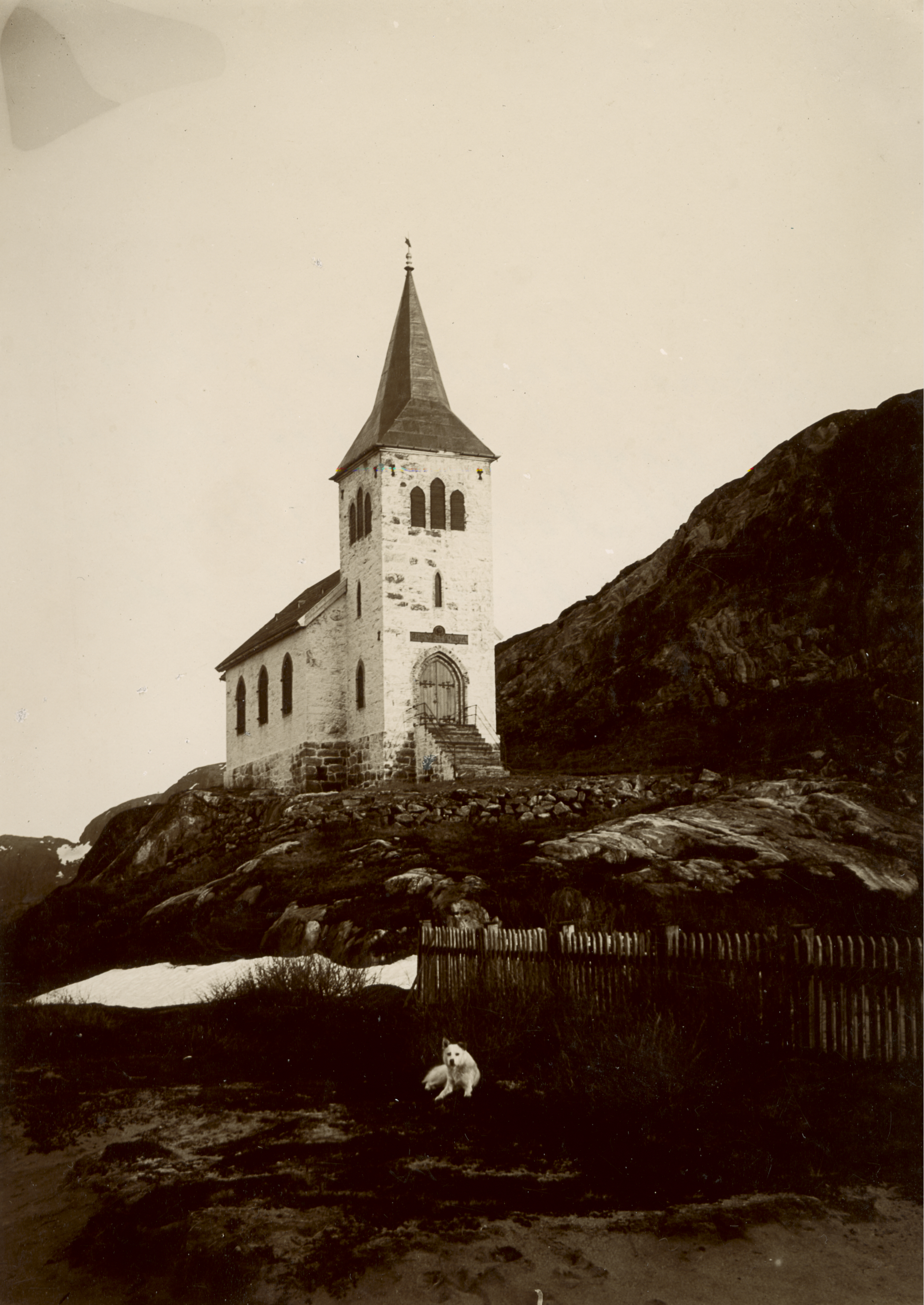
Oscar II:s kapell.

Den första norska bosättningen i Grense Jakobselv etablerades 1851. Den norska befolkningen önskade sig ett eget kapell. Vidare var det efter gränsavtalet 1826 fortsatt oenighet mellan norska myndigheter och ryska fiskare om riksgränsen. Efter inrapportering av flera våldsamma konfrontationer mellan norska ämbetsmän och ryska fiskare, lät länsmannen i Finnmark skicka ett örlogsfartyg till området för att förhindra gränsöverträdelser. Inrikesdepartementet önskade en oberoende granskning och skickade kaptenlöjtnant Heyerdahl för att kontrollera saken. Heyerdahl delade inte länsmannens syn på lösning av problemet och föreslog i stället att det skulle uppföras en från havet väl synlig kyrka på platsen, då ryssarna respekterade kyrkor och kapell. 
Sedan 1500-talet hade det funnits ett ryskt-ortodoxt kapell i Borisoglebsk vid Pasvik älv. En evangelisk-luthersk kyrkobyggnad skulle därmed framstå som en tydlig gränsmarkering. Genom detta föll den nationella säkerhetspolitiken och områdets norska befolkning intressen samman. År 1865 bestämdes det att det skulle byggas ett kapell och en prästgård vid gränsen. Sommaren 1869 stod det nya kapellet i gråsten färdigt, och i september samma år invigdes det av biskopen. Knappt 100 m nordväst om kapellet anlades en kyrkogård där det finns några tiotal gravar med främst åldrande träkors men även vanliga fräscha gravstenar.
Sitt nuvarande namn fick kapellet först vid kung Oscar II:s besök den 4 juli 1873. Till minne av besöket skänkte han kapellet en marmorplatta med inskriften Kung Oscar II hörde Guds ord här den 4:de juli 1873, och på samiska: Gonagas Oscar II gulai Ibmel sane dobe dam 4 ad Juli 1873. Samtidigt uttryckte han sin önskan om att få kapellet uppkallat efter sig. Det genomfördes självklart, och man tillverkade då den namnplatta, som än idag hänger över dörren. Eftersom kapellet är beläget vid älven, blev det snabbt ett viktigt sjömärke, och för att det skulle bli än mer synligt från sjön vitkalkades det åren 1883 och 1884. Vitkalkningen togs bort 1969 i samband med kapellets 100-årsjubileum. Allt kyrksilver stals vid befrielsen av Finnmark 1944. Kung Olav V besökte kapellet 1959 och 1969 och en minnestavla sattes upp för detta.

## Kulturminne
Kapellet är sedan år 2000 kulturminnesskyddat. 

## Bildgalleri

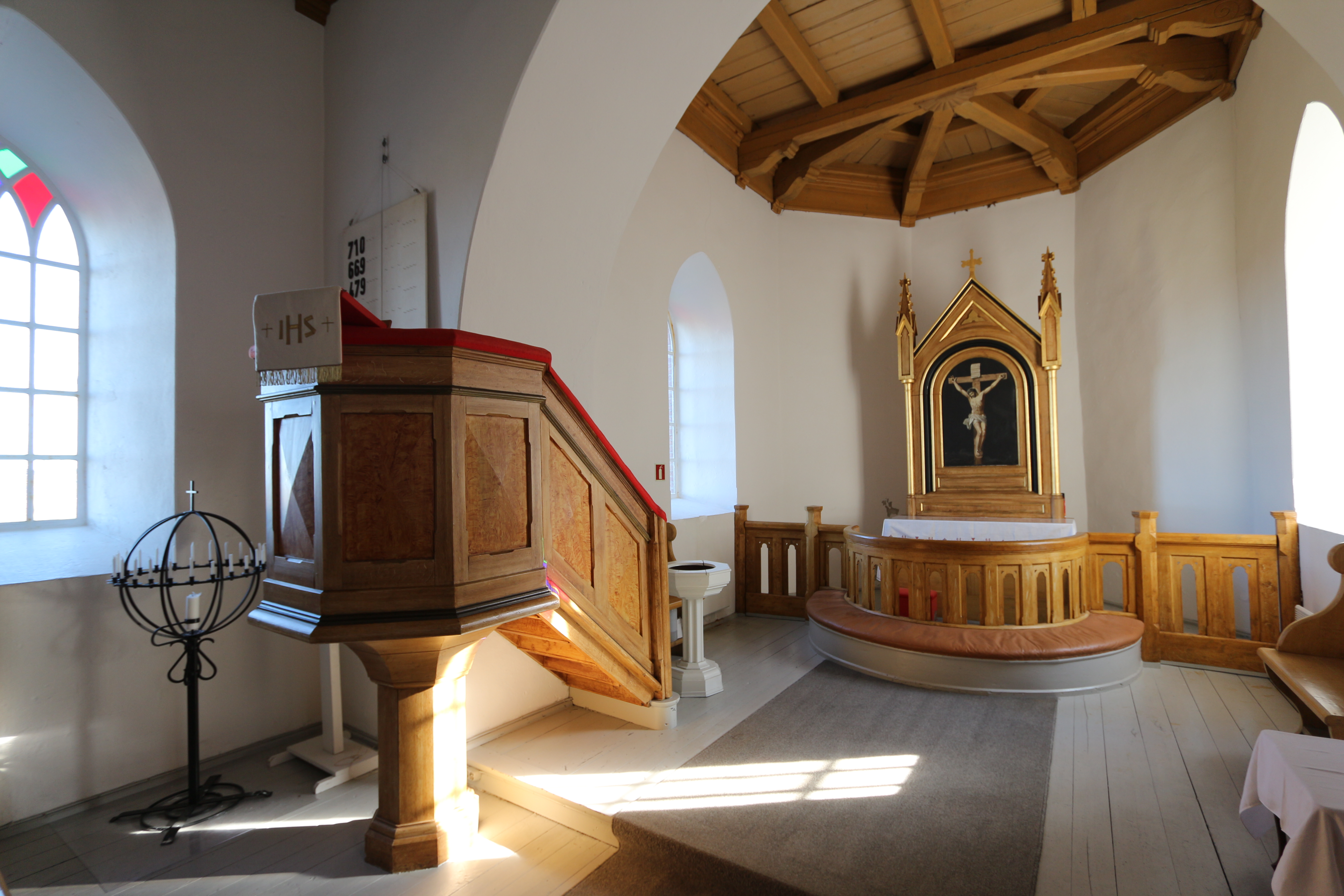
Interiör med altare och predikstol
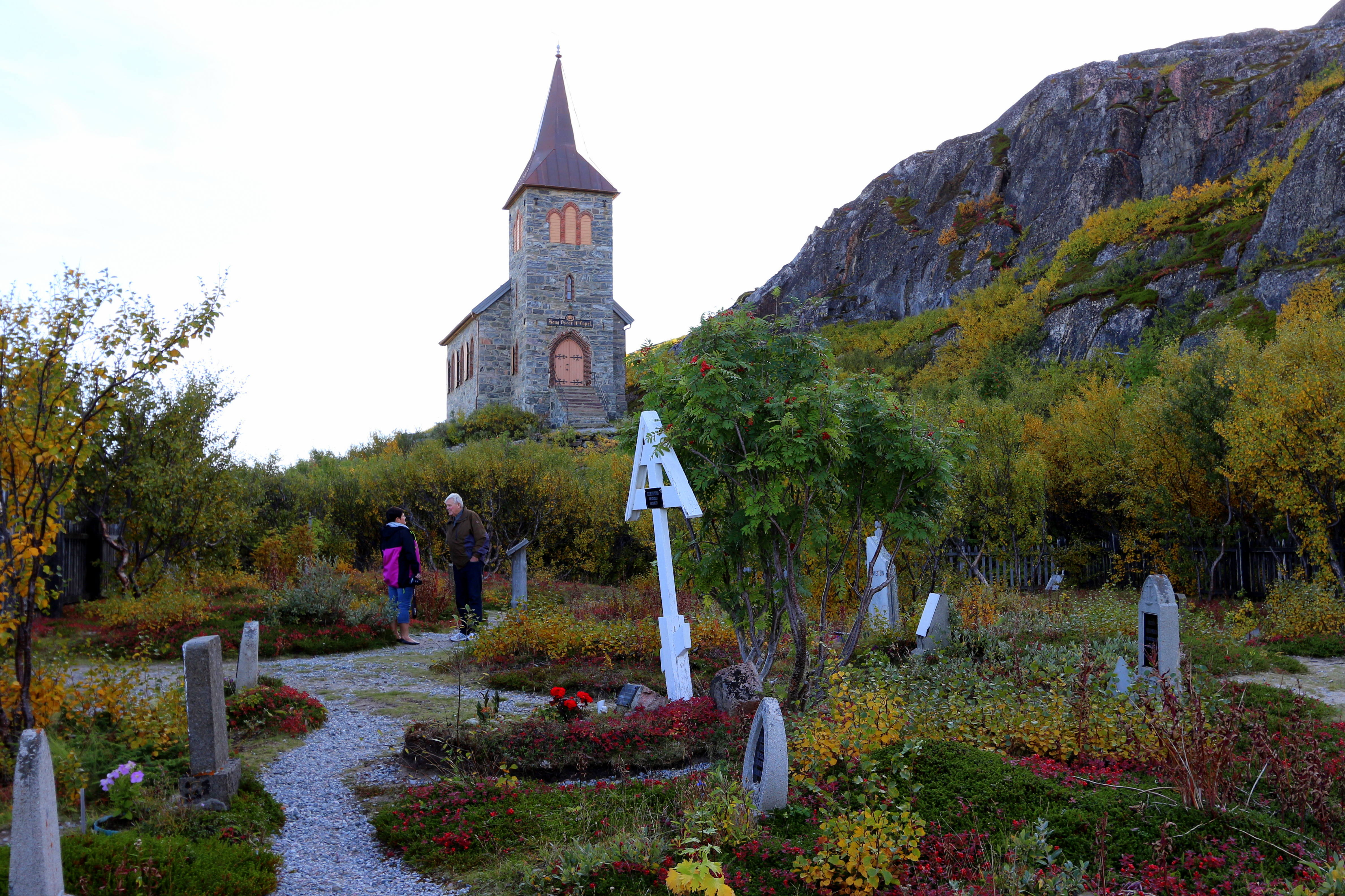
Oscar II:s kapell sett ifrån den lilla kyrkogården i Grense Jakobselv